# Goni
Goni település Olaszországban, Szardínia régióban, Cagliari megyében. Lakosainak száma 447 fő (2023. január 1.). Goni Escalaplano, Orroli, Silius, Siurgus Donigala és Ballao községekkel határos.

## Népesség
A település lakossága az elmúlt években az alábbi módon változott:
| Lakosok száma | 483  | 478  | 447  |
|               | 2017 | 2018 | 2023 |